# Ábán
Ábán (perzsa betűkkel آبان, tudományos átiratban âbân) az 1925-ben bevezetett, Iránban használatos iráni naptár nyolcadik hónapja, a második őszi hónap. 30 napos; kezdete többnyire a világszerte használt Gergely-naptár szerinti október 23-ra, utolsó napja pedig november 22-re esik.